# Liste des souverains de Syracuse
Syracuse était une cité-État de Grande-Grèce, située sur la côte est de la Sicile. La ville a été fondée en 734 av. J.-C. par des colons grecs originaires de Corinthe.
Au cours de son histoire, en tant que ville indépendante, elle connut des périodes monarchique, oligarchique, démocratique, mais surtout tyrannique. En 304 av. J.-C., le tyran Agathocle prit le titre de roi (basileus), titre repris par ses successeurs.
Syracuse est restée indépendante jusqu'en 212 av. J.-C., année où elle fut conquise par les Romains au cours de la deuxième guerre punique. Elle est par la suite devenue le siège de la domination romaine en Sicile.

## Premier gouvernement oligarchique
Syracuse fut fondée en 734 av. J.-C. par des colons grecs originaires de Corinthe. La colonie était à l'origine une oligarchie dirigée par les Gamores, une élite minoritaire et privilégiée exclusivement issue de l'aristocratie foncière. Il s'agissait d'une caste richissime qui se réservait le monopole du pouvoir politique.

## Liste des tyrans de Syracuse

### Dynastie desDeinoménides(485-465 av. J.-C.)
- 485-478 av. J.-C. : Gélon Ier (540-478 av. J.-C.).

D'abord tyran de Gela, Gélon conquiert Syracuse en 485 av. J.-C. et y impose sa tyrannie. Il laisse son frère Hiéron gouverner Gela. Allié à son beau-père Théron, tyran d'Acragas, il affronte les Carthaginois à la première bataille d'Himère (première guerre gréco-punique).
- 478-466 av. J.-C. : Hiéron Ier († 466 av. J.-C.), frère du précédent.

À la mort de Gélon, Hiéron devient tyran de Syracuse, laissant son autre frère Polyzalos gouverner Gela.
- 466-465 av. J.-C. : Thrasybule, frère du précédent.

Thrasybule succède à son frère Hiéron mais est renversé un an plus tard par des révoltes Syracusains et exilé à Locres. La démocratie est instaurée à Syracuse.

### Régime démocratique(465-405 av. J.-C.)
- 454 av. J.-C. : Tentative échouée de coup d'État visant à la restauration de la tyrannie. Les démocrates instituent le pétalisme, à l'imitation de l'ostracisme athénien.
- 427 av. J.-C. : La population de Syracuse atteint environ 250 000 habitants, dont 20 000 citoyens. Sa richesse lui permet d'entretenir une centaine de trières et d'accroître son infanterie et sa cavalerie.
- 426 av. J.-C. : Première expédition athénienne en Sicile pour soutenir Léontinoi et Rhêgion contre Syracuse.
- 424 av. J.-C. : À Syracuse, les démocrates, menés par Athénagoras, s'opposent aux modérés, ou oligarques, dirigés par Hermocrate. Les démocrates parviennent à faire remplacer l'élection par le tirage au sort et à faire exiler Hermocrate.
- 416 av. J.-C. : Ségeste, attaquée par Sélinonte, fait appel à Athènes. Syracuse soutient Sélinonte dans son action.
- 415-414 av. J.-C. : Expédition de Sicile menée par les Athéniens pour contrer la menace de Sélinonte et de Syracuse sur Ségeste.
- 411 av. J.-C. : Pétalisme d'Hermocrate. À la demande du peuple, Dioclès instaure des mesures démocratiques à Syracuse.
- 410 av. J.-C. : Sélinonte attaque de nouveau Ségeste ; reprise du conflit entre les deux cités. Venant en aide à Ségeste, les Puniques (Carthaginois) en profitent pour reprendre la guerre contre les Grecs de Sicile ; début de la deuxième guerre gréco-punique, qui oppose principalement Carthage à Syracuse.
- 408 av. J.-C. : Pétalisme de Dioclès. Hermocrate tente de s'emparer de la ville de nuit, mais le peuple en arme le massacre avec ses partisans.
- 406 av. J.-C. : Denys l'Ancien prend démocratiquement le pouvoir à Syracuse.
- 405 av. J.-C. : Renversement de la démocratie à Syracuse.

### Dynastie desDionysii(405-354 av. J.-C.)
- 405-367 av. J.-C. : Dionysios Ier, dit Denys l'Ancien (431-367 av. J.-C.).
- 367-357 av. J.-C. : Dionysios II, dit Denys le Jeune (397-342 av. J.-C.) (Ier règne), fils du précédent.
- 357-354 av. J.-C. : Dion de Syracuse (408-354 av. J.-C.), oncle du précédent.

Dion accède au pouvoir après avoir renversé son neveu Denys le Jeune.

### Dynastie deCallippe(354-352 av. J.-C.)
- 354-352 av. J.-C. : Callippe de Syracuse (usurpateur).

Athénien d'origine, Callippe accède au pouvoir après avoir assassiné Dion.

### Dynastie desDionysii(352-344 av. J.-C.)
- 352-350 av. J.-C. : Hipparinos (de) et Aretaeos, fils de Denys l'Ancien et d'Aristomaque.

Hipparinos et Aretaeos accèdent au pouvoir après avoir assassiné Callippe. Ils règnent conjointement.
- 350-346 av. J.-C. : Nysaeos (de), frère des précédents.

- 346-344 av. J.-C. : Dionysios II, dit Denys le Jeune, tyran de Syracuse (restauration, 2e règne).

Denys le Jeune est renversé par l'expédition de Timoléon, venue de Corinthe.

### Régime démocratique(344-337 av. J.-C.)
- 344-337 av. J.-C. : restauration de la démocratie, sur fond de contrôle politique par Timoléon (410-337 av. J.-C.), tyran de Syracuse.

En 340 av. J.-C., Timoléon impose la paix aux Carthaginois, mettant fin à la deuxième guerre gréco-punique.

### Gouvernement oligarchique(337-317 av. J.-C.)
- 337 av. J.-C. : Devenu aveugle, Timoléon abandonne volontairement le pouvoir ; un gouvernement oligarchique se met en place. Il meurt peu après.
- 317 av. J.-C. : Agathoclès (361-289 av. J.-C.) se constitue une petite armée de mercenaires qu'il amène à Syracuse sous le prétexte d'y restaurer la démocratie ; son intervention déclenche une guerre civile au cours de laquelle il s'empare du pouvoir, après avoir renversé le gouvernement oligarchique.

### Dynastie d'Agathocle(317-304 av. J.-C.)
- 317-304 av. J.-C. : Agathocle de Syracuse.

En 316 av. J.-C., Agathocle obtient le titre de « stratège de Sicile ». Il est à l'initiative de la troisième guerre gréco-punique (315-306 av. J.-C.) contre Carthage. En 304 av. J.-C., prenant l'exemple des diadoques qui se partagent l'Empire d'Alexandre le Grand, Agathocle prend le titre de roi (basileus) de Syracuse.

## Liste des rois de Syracuse

### Dynastie d'Agathocle(304-289 av. J.-C.)
- 304-289 av. J.-C. : Agathocle de Syracuse.

### Interrègne (289-277 av. J.-C.)
- 289-280 av. J.-C. : Icetas (en).
- 280 av. J.-C. : Toimon.
- 280-277 av. J.-C. : Sosistratos (it).

En 290 av. J.-C., Rome achève les guerres samnites et annexe le Samnium. Par ce gain territorial, Rome entre en contact direct avec les cités grecques qui bordent les côtes sud de la péninsule italienne et qui contrôlent une partie du commerce méditerranéen. En 282 av. J.-C., Rome se lance à la conquête des cités grecques, commençant la guerre entre Rome et Tarente.
En 280 av. J.-C., Pyrrhus Ier, roi d'Épire, intervient en personne en Italie à l'appel de Tarente, « pour défendre l’indépendance des cités grecques » contre l'expansion romaine. Ainsi débute la guerre de Pyrrhus en Italie.
En 278 av. J.-C., Pyrrhus débarque en Sicile à l’appel d’Agrigente pour combattre les Carthaginois. Il est élu commandant en chef sous le titre de « roi de Sicile ». En 277 av. J.-C., Pyrrhus devient roi de Syracuse.

### Dynastie desÉacides(277-275 av. J.-C.)
- 277-275 av. J.-C. : Pyrrhus Ier (318-272 av. J.-C.).

En 276 av. J.-C., Pyrrhus retourne en Italie, abandonnant son titre de « roi de Sicile ». En 275 av. J.-C., Pyrrhus rentre en Épire en abandonnant toutes ses conquêtes. Hiéron (308-215 av. J.-C.) est élu chef de l'armée à Syracuse après le départ de Pyrrhus Ier, qui perd son titre de roi de Syracuse.
En 272 av. J.-C., la guerre entre Rome et Tarente s'achève par la capitulation de Tarente. Peu après, Rome achève la conquête des cités grecques d'Italie du Sud.

## Liste des tyrans de Syracuse

### Dynastie desHiéronides(275-269 av. J.-C.)
- 275-269 av. J.-C. : Hiéron II.

En 269 av. J.-C., après avoir vaincu les Mamertins installés à Messine, Hiéron reçoit le titre roi (basileus) de Syracuse.

## Liste des rois de Syracuse

### Dynastie desHiéronides(269-214 av. J.-C.)
- 269-240 av. J.-C. : Hiéron II.

En 264 av. J.-C., les ambitions de Rome sur la Sicile déclenchent la première guerre punique entre Rome et Carthage. D'abord allié de Carthage, Hiéron II est contraint de demander la paix à Rome en 263 av. J.-C. Rome lui restitue ses prisonniers contre rançon et lui impose le paiement d’une indemnité de guerre de 100 talents. Par la suite, une alliance est conclue entre Rome et Syracuse contre Carthage, Hiéron II assurant notamment le ravitaillement des troupes romaines.
En 248 av. J.-C., le traité est renouvelé entre Rome et Syracuse. Hiéron II obtient d’être délivré du tribut qu’il versait à Rome depuis 263 av. J.-C.
En 241 av. J.-C., Rome, victorieuse dans la première guerre punique, annexe la totalité de la Sicile, à l'exception de Syracuse, qui conserve son indépendance et reste alliée de Rome. Le territoire de Syracuse s'étend alors sur le sud-est de la Sicile, où se trouvent Camarina, Tauroménion et Catane.
- 240-216 av. J.-C. : Hiéron II et Gélon II († 216 av. J.-C.).

À partir de 240 av. J.-C., Hiéron II règne conjointement avec son fils Gélon II.
- 216-215 av. J.-C. : Hiéron II.

À partir de 216 av. J.-C., Hiéron II règne de nouveau seul après la mort de son fils Gélon II.
- 215-214 av. J.-C. : Hiéronyme de Syracuse, petit-fils du précédent.

En 218 av. J.-C., les Carthaginois, désireux de se venger des Romains, déclenchant la deuxième guerre punique.  En 216 av. J.-C., les Romains sont vaincus par les Carthaginois menés par Hannibal Barca à la bataille de Cannes. Cette défaite romaine et l'avancée d'Hannibal en Italie incitent de nombreux alliés de Rome à se révolter. Hiéronyme, successeur de Hiéron II, conclut une alliance avec Hannibal.
En 214 av. J.-C., les Romains entament le siège de Syracuse. Des troubles confus enflamment alors Syracuse, et Hiéronyme est massacré avec la famille royale après 15 mois de règne.

### Derniers rois (214-212 av. J.-C.)
- 214-213 av. J.-C. : Andranodoros.

Après la mort de Hiéronyme, Andranodoros monte sur le trône de Syracuse. Il règne seul jusqu'à la prise de Syracuse par les Romains, en 213 av. J.-C. Il est alors contraint de régner conjointement avec Hippocratès et Epicydès.
- 213-212 av. J.-C. : Andranodoros, Hippocratès (it) et Épicydès.

En 212 av. J.-C., Syracuse fut soumise par les Romains et la monarchie fut abolie. Syracuse, qui était la dernière cité libre de Grande-Grèce, perdit son indépendance et intégra la province romaine de Sicile. Ainsi prit fin la période de domination grecque sur la Sicile et l'Italie du Sud, qui devait laisser place à la période de domination romaine.